# Taiwanlijstergaai
De taiwanlijstergaai (Garrulax taewanus) is een zangvogel uit de familie Leiothrichidae.

## Verspreiding en leefgebied
Deze soort is endemisch in Taiwan.

## Status
De grootte van de populatie is in 2007 geschat op 6700 volwassen vogels. Het verspreidingsgebied is vrij klein en de soort hybridiseert met de als exoot ingevoerde witbrauwlijstergaai (Garrulax canorum). Op de Rode lijst van de IUCN heeft deze soort daarom de status gevoelig.